# Famileo
Famileo est un service en ligne de la startup française Entourage Solutions permettant aux personnes âgées de recevoir des nouvelles de leurs proches sous forme de gazettes, livrées dans les maisons de retraite ou à domicile,.

## Histoire
Famileo a été lancé en août 2015 par Tanguy de Gélis et Armel de Lesquen à Saint-Malo (Ille-et-Vilaine).
Fin 2019, une filiale est créée à Barcelone puis à Boston en 2022.
A fin 2022, Famileo compte plus de soixante-dix salariés pour plus d'1,5 million d'utilisateurs actifs,.

### Fonctionnement
Famileo fonctionne comme un réseau social dans lesquels les membres d'une famille peuvent poster des photos et des messages, qui sont imprimés ensuite sur une gazette envoyée aux proches soit par le biais d'une maison de retraite, soit par La Poste,.
En plus de Famileo, plusieurs autres entreprises proposent des services similaires de création de journaux familiaux destinés aux aînés. Parmi eux, on retrouve Tribu, qui met l'accent sur une présentation de qualité, avec des gazettes imprimées sur du papier de haute gamme. Neveo et Les Petits Potins font également partie des alternatives, chacun apportant sa propre touche à la personnalisation des journaux pour les grands-parents,

### Identité visuelle
Le logo de Famileo représente le nom du service en bleu à l'exception de la lettre i en orange, représentant une silhouette stylisée tendant ses bras vers les lettres voisines m et l.

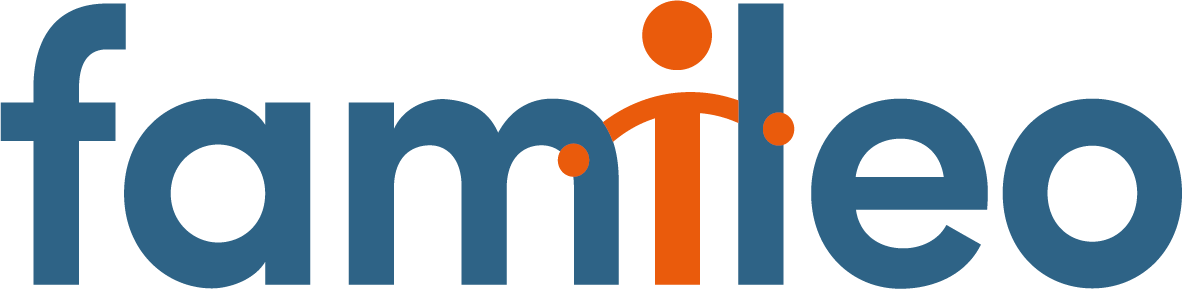
Logo de Famileo depuis juin 2019.